# Hildesheimer Börde
Die Hildesheimer Börde ist ein Landstrich im nördlichen Landkreis Hildesheim in Niedersachsen, der sich durch seine ausgesprochen guten Schwarzerde-Lössböden kennzeichnet. Er ist der südwestlichste und bekannteste Teil der rund 1000 km² großen naturräumlichen Haupteinheit Braunschweig-Hildesheimer Lößbörde.

## Lage
Die Hildesheimer Börde in ihren naturräumlichen Grenzen erstreckt sich zwischen der Kernstadt Hildesheims im Südwesten, Sarstedt im Westen, Algermissen im Nordwesten, Groß Lobke im Norden, Hohenhameln im Nordosten, Ahstedt im Osten und Wendhausen im Südosten.
Nach Süden ist die Hildesheimer Börde durch das Vorholz (bis 243 m), nach Westen durch die Giesener Berge (Südteil bis 234 m, durch die Pforte von Himmelsthür getrennter Nordteil bis 181 m ü. NHN) scharf begrenzt. Auch die nordwestliche Grenze zu den bis knapp über 100 m erreichenden Gödringer Bergen zwischen Sarstedt und Algermissen ist einigermaßen scharf festlegbar, während die Übergänge in die nördlichen Übergangs-Bördenlandschaften und die Ilseder Börde im Osten fließend sind.
Definiert man die Hildesheimer Börde als Schnittmenge der Großlandschaft Braunschweig-Hildesheimer Lößbörde mit dem Landkreis Hildesheim, so hat sie, neben der naturräumlichen Hildesheimer Börde (520.3), im Osten von Schellerten bis Hoheneggelsen und Söhlde auch noch Anteile an der Ilseder Börde (520.4), von Nettlingen bis südlich Söhldes am Nettlinger Rücken (520.5) sowie südöstlich davon minimale an der Lebenstedter Börde (520.6). Im Norden, nördlich der Linie von Sarstedt nach Algermissen, hat sie bei Bledeln und Lühnde Anteile an den Gödringer Bergen (520.1). Siehe Naturräumliche Gliederung der Großlandschaft.

## Böden

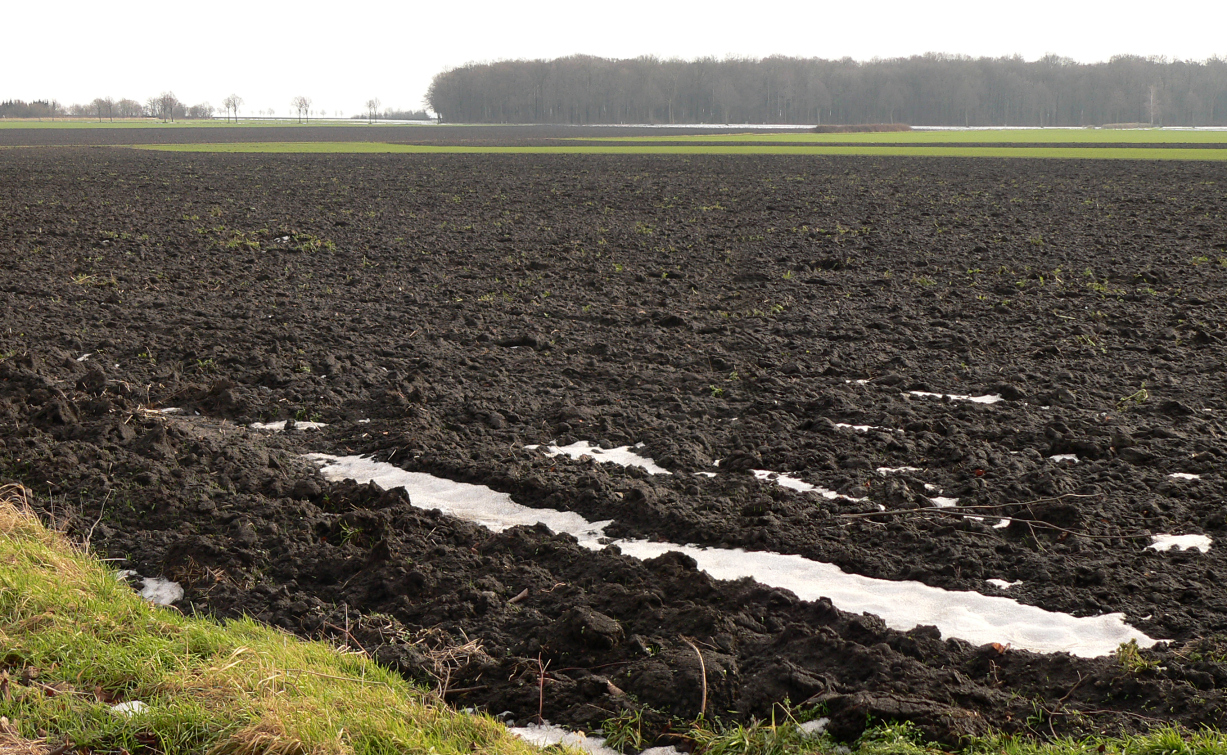
Schwarzerde bei Harsum, im Hintergrund das Borsumer Holz als einer der wenigen deutschen Wälder auf Schwarzerde

Das Gebiet der Hildesheimer Börde wird fast geschlossen von einem Schleier aus eiszeitlichem Löss in einer Stärke von bis zu zwei Metern bedeckt. Die Böden sind die fruchtbarsten in Deutschland. Sie werden schon seit über 4000 Jahren ackerbaulich genutzt. Heute sichern die Bördeböden der ansässigen Landwirtschaft jährlich Rekordernten. Dadurch können anspruchsvolle Kulturen wie Zuckerrüben und Weizen angebaut werden. Pro Quadratmeter werden durchschnittlich 0,8 kg Weizen oder 5,5 kg Zuckerrüben geerntet. Die dunkle Bodenfarbe erhöht die Temperatur des Bodens. Dies verlängert den Zeitraum des jährlichen Pflanzenwachstums.

## Landschaft
Das Gebiet ist eine leicht gewellte Landschaft mit hügeligem Relief. Es wird großflächig als Agrarlandschaft genutzt. Wälder sind wegen der intensiven landwirtschaftlichen Nutzung im Gebiet der Börde selten. Man kann daher auch von einer Weizen- oder Rübensteppe sprechen. Es gibt meist nur vereinzelt stehende Bäume. Zur Auflockerung des Landschaftsbildes tragen Sträucher und Hecken entlang von Wegen und Bächen bei. Die Siedlungen sind meist Haufendörfer. Ihre Häuser wurden eng stehend gebaut, um nicht wertvolles Ackerland zu verschwenden. Jedoch liegen die Siedlungen meist nur wenige Kilometer auseinander. Die namensgebende und einzige Stadt in dieser Börde wuchs im 20. Jahrhundert durch Siedlungsbau und Eingemeindung einige Kilometer weiter in die Hildesheimer Börde hinein. Die in der benachbarten Calenberger Börde (genauer in der Sarstedter Talung) liegende Kleinstadt Sarstedt hat heute einen kleinen Flächenanteil an der nordöstlichen Ecke der Landschaft. Diese Fläche liegt aber fast ganz in den Gödringer Bergen. Die Innerste fließt am westlichen Rand nach Norden. Der Bruchgraben entsteht ganz im Osten des Naturraumes Hildesheimer Börde (520.3) und durchquert diesen bis zum westlichsten Punkt, wo er in die Innerste mündet.

## Bodengütewert
Nach dem Zweiten Weltkrieg stand der landwirtschaftliche Betrieb in Eickendorf in der Magdeburger Börde, in dem die Richtbodenwertzahl im Jahre 1934 festgelegt wurde, durch die Deutsche Teilung für westdeutsche Vergleichsuntersuchungen nicht mehr zur Verfügung. Daher wurde als Bundesrichtbetrieb für die Bodengüte ein Landwirtschaftsbetrieb in Harsum, Ortsteil Machtsum, festgesetzt, der sich innerhalb der Hildesheimer Börde befindet. Dieser ist mit der Landwirtschaftlichen Vergleichszahl (LVZ) 100 bewertet. Machtsum liegt zehn Kilometer nordöstlich von Hildesheim. Bei späteren Messungen wurde ein noch höherer Wert mit der LVZ von 102,8 bei Mölme gefunden. Es ist der höchste je gemessene Wert in Deutschland. Mölme liegt etwa 20 km östlich von Hildesheim in der Ilseder Börde und ist Teil der Gemeinde Söhlde.

## Verkehr
Die BAB 7 und der Stichkanal Hildesheim durchqueren die Hildesheimer Börde in ihrem westlichen Bereich. Die erhöht liegende Autobahnraststätte Hildesheimer Börde wenige Kilometer südöstlich von Hildesheim bietet einen rund 20 km weiten Ausblick in Richtung Norden über die Landschaft. Am langen südwestlichen Rand der Hildesheimer Börde verläuft die B 6. Die Bahnstrecke Hildesheim–Braunschweig, die Bundesstraßen B 1 und B 494 sowie die Bahnstrecke Lehrte–Nordstemmen durchqueren sie von Hildesheim in östlichen bis nördlichen Richtungen.